# Ферски меридијан
Ферски меридијан представља линију географске дужине која пролази преко острва Јеро (раније Феро) у Канарском архипелагу, а који се све до 1884. сматрао почетним меридијаном (заједно са Париским меридијаном). Данас је то 17,663494° западне географске дужине.
Још је у II веку Клаудије Птоломеј дефинисао почетни меридијан као најзападнију тачку тада познатог света, и у складу са тим сва места на тадашњим картама су се налазила у зони источних географских дужина (пошто подручја западно од нултог меридијана нису била позната).
Француски картографи су 1634. (у време владавине Луја XIII и кардинала Ришељеа) донели одлуку о кориштењу меридијана који пролази преко најзападније тачке тада познатог света (западни рт острва Јеро) као почетне тачке код одређивања географске дужине на мапама тог времена. Уједно Ферски меридијан требало је да представи и најзападнију границу Старог света. Иако су Азорска острва која леже знатно западније у то време већ била позната Европљанима, није постојало јасно схватање да ли она припадају Старом или Новом свету. Положај Ферског меридијана означен је на тачно 20° западно од Париског меридијана (2°20′14.03″ ИГД) који се такође користио као референтна тачка на географским картама. На свим картама из тог времена разлика између две референтне тачке износила је 20° иако је француски астроном Луј Фуле 1724. израчунао да Ферски меридијан лежи на 20°23'9" западније. 
Ферски меридијан је заједно за Париским меридијаном сматран почетном тачком за одређивање географских дужина све до 1884. године и Међународне астрономске конференције. 
Године 1890. немачки астроном Карл Теодор Албрехт је извршио прилагођавање одређених картографских мера и установио положај Ферског меридијана на 17°39'46.02" западно од Гриничког меридијана. Геодетски сервиси Аустрије, Немачке и Чехословачке су као референтну тачку ипак користили вредност 17°40'00", за разлику од геодетских мрежа Југославије и Мађарске које су користиле Албрехтов прорачун (све до преласка на гринички почетни меридијан). 